# Jean Spautz
Pour les articles homonymes, voir Spautz.
Jean Spautz, né le 9 septembre 1930 à Schifflange (Luxembourg), est un syndicaliste et homme politique luxembourgeois, membre du Parti populaire chrétien-social (CSV).

## Biographie
Il a été ouvrier-lamineur à l'Arbed. 

## Détail des mandats et fonctions
- Président de la Jeunesse ouvrière catholique (J.O.C.) (1954-1959).
- Membre de la Chambre des députés (1959-1980; 1995-2004).
- Président de la section des jeunes du PCS (1960-1966).
- Membre du Bureau de la Chambre des députés (1964-1976).
- Conseiller communal de Schifflange (1964-1980).
- Président national des syndicats chrétiens (LCGB) du Luxembourg (1967-1980).
- Membre de l'Assemblée consultative du Conseil de l'Europe et membre de l'Assemblée de l'Union de l'Europe occidentale (1968-1979).
- Échevin de Schifflange (1975-1980).
- Vice-président de la Chambre des députés (1979-1980).
- Député au Parlement européen (1979-1980).
- Ministre de l'intérieur, ministre de la famille, du logement social et de la solidarité sociale (1980-1989).
- Président du CSV (1982-1990).
- Ministre de l'intérieur et ministre du logement et de l'urbanisme (1989-1995).
- Président de la Chambre des députés (1995-2004).
- Président d'honneur de la Chambre des députés (depuis 2004).
- Député au Parlement européen (2004-2009)

## Postes politiques
Jean Spautz est membre du Parlement européen 2004 à 2009 et y occupe les postes suivants:
- Membre du Bureau du groupe du Parti populaire européen (Démocrates-chrétiens) et des Démocrates européens
- Membre de la commission de l'emploi et des affaires sociales
- Membre de la délégation aux commissions de coopération parlementaire UE-Arménie, UE-Azerbaïdjan et UE-Géorgie
- Membre suppléant  dans la commission des affaires étrangères
- Membre suppléant dans la délégation à l'Assemblée parlementaire euro-méditerranéenne